# Wildspitze
Wildspitze (nemška izgovarjava: [ˈvɪltˌʃpɪt͡sə] ()) je najvišja gora v Ötztalskih Alpah in na Severnem Tirolskem ter druga najvišja gora v Avstriji za Velikim Klekom in po relativni višini (2261 m) četrti vrh Alp ter petnajsti vrh Evrope.

## Lokacija
Wildspitze je na grebenu, imenovanem Weißkamm (»beli greben«), ki se pri Weißkugelu združi z glavno verigo Alp. Njegov severni in zahodni breg tvorita konec doline Pitz, medtem ko se južni in vzhodni breg dvigata nad zgornjim koncem Ötztala. Gora ima dva vrhova, s skalnatim južnim vrhom (3768 m ali po večini drugih virov 3770 m) in s firnom pokritim severnim vrhom na približno 3760 m. Gora je s treh strani obdana z ledeniki, od katerih je Taschachferner (na 8. km 2) je največji. Severna stena 50° je priljubljena pri lednih plezalcih.
Pogled z vrha omejuje le ukrivljenost Zemlje. Na vzhodu se vidi do Velikega Kleka, na zahodu pa do Finsteraarhorna.
Najbližja višja gora je Ortler, 48,5 km stran na Južnem Tirolskem.

## Zgodnji vzponi
Prvi zabeležen poskus na Wildspitze sta leta 1847 opravila Hermann in Adolf Schlagintweit, ki sta verjetno dosegla točko na 3552 m na severovzhodnem grebenu. Prvi uspešen vzpon je leta 1848 opravil Leander Klotz, vodnik in kmet v Rofenhöfeju ob vznožju gore (danes del Söldna), in drugi, neimenovan lokalen kmet. Avgusta 1857 so bratje Nikodem, Leander in Hans Klotz vodili Josepha Antona Spechta trgovca z Dunaja, na vrh za drugi vzpon. Severni vrh je bil nekoliko višji, takrat je bil izmerjen na 11.947 dunajskih čevljev ali 3.776 m, vendar je bil južni vrh boljše razgledišče, zato so se povzpeli nanj. 29. avgusta 1861 sta Nikodem in Leander Klotz ponovno vodila Anthona von Ruthnerja in Friedricha R. von Enderesa, oba z Dunaja, na južni vrh. Med enournim bivanjem na vrhu je Leander prehodil severni vrh, kar je kasneje obveljalo za prvi vzpon na glavni vrh Wildspitze. Vendar pa je do konca 20. stoletja taljenje snega znižalo severni vrh na približno 3765 m, tako da je južni vrh postal najvišja točka in 1848 leto prvega vzpona.

## Poti
Najpogostejša pot na vrh je od koče Breslauer Hut, do katere se dostopamo iz vasi Vent (1900 m n. v.). Večina plezalcev prespi v koči ali v šotoru in naslednji dan nadaljuje na vrh (približno 4 ure od Breslauerhütte).
Alternativna pot gre od koče Braunschweiger Hut na območju ledenika Pitztaler. Od koče pot preči ledenike do Mittelbergjocha (glej desno sliko, blizu spodnjega levega kota), nato pa preči z razpokami polno območje ledenika Taschachferner do vrha Wildspitze. Povprečni čas, porabljen za to turo, je 6,5 ure.

## Podnebje
Wildspitze ima podnebje tundre (Köppen ET).